# Middelfart
Middelfart er en købstad på Fyn, med 16.528 indbyggere  (2024). Byen ligger i Middelfart Kommune og hører til Region Syddanmark. Det gamle navn Melfar betyder "farvandet man rejser mellem" eller "den mellemste overfart" og henviser dermed til færgetrafikken mellem Jylland og Fyn. Byen er placeret mellem Lillebæltsbroen og Den gamle Lillebæltsbro ved Lillebælts smalleste sted. Byvåbnet forestiller et skib fra Middelfart. Fra Middelfart er der nordpå 11 kilometer til Fredericia, 34 km til Assens mod syd og knap 46 km til Odense mod øst.

## Etymologi
Middelfart nævnes i Kong Valdemars Jordebog — Mæthlæfar og Mæthælfar — som kongens ejendom (Middelfart Sund nævnes allerede i Knytlingesaga, da bønderne fra Jylland satte over det efter den flygtende konge, Knud den Hellige). Navnet kommer af, at stedet var det mellemste af de 3 overfartssteder over Lillebælt: Strib, Middelfart og Fønsøre. Den nutidige skrivemådes udlydende -t skyldes nedertysk påvirkning.

## Historie

### Oprindelse
Der har vel på kong Valdemar II’s tid ligget en kongsgård ("Gormsborg"), af hvilken man har ment at have fundet rester — kampesten, munkesten, en gammel brolægning m.m. — ved gravning på en mark ved kirkegården; i en præsteindberetning fra 1623 hedder det også, at "Medelfarts vestre Ende skal være den ældste, hvori tilforn skal have været en Herregaard, kaldet Borgen". Begyndelsen til byen har vel været et lille fiskerleje.

### Middelalderen
Allerede i 1362 omtales der rådsmænd og i 1425 et byting. I 1496 gav Kong Hans byen de samme privilegier, som Odense og Assens af tidligere konger havde fået; senere bekræftedes de blandt andet i 1540, 1569 og 1596. Byen nævnes flere gange i middelalderens historie. I 1287 blev den afbrændt af kongemorderne. I 1296 var der forhandlinger her mellem Erik Menved og Erik Præstehader og 1306 og 1310 mellem kongen og brødrene hertug Valdemar IV af Sønderjylland og hertug Erik af Langeland. I begyndelsen af 1359 blev 3 jyske adelsmænd, Niels Bugge til Hald, Ove Stisen til Eskebjærg og Peder Andersen (Hvide) på vej til Margaard på hjemrejsen fra Slagelse, hvor de forgæves havde underhandlet med Valdemar Atterdag, myrdet i Middelfart af nogle fiskere; men mistanken for mordet faldt på kongen, skønt han højtideligt fralagde sig skylden. Beboerne af de huse i Vestergade, hvor gerningsmændene boede, måtte fra den tid betale årligt en afgift i jordskyld eller blodpenge, de såkaldte "Buggespenge" (49 skilling i stedet for den odiøse tremarksbøde), en skat, som først blev ophævet 1874.

### Renæssancen
Middelfart har vel altid hørt til Fyns mindre byer, men dens beliggenhed som overfartssted har stadig givet den en vis betydning. På den anden side medførte denne beliggenhed også en fare for byen i krigstider, således i Grevens Fejde, da den måtte udrede 600 lod sølv og senere 1.000 gylden, i Svenskekrigen, da de allierede tropper i november 1659 gik over til Fyn ved byen, og i den første slesvigske Krig, da preusserne bombarderede den 8. maj 1848, skønt den var en åben og forsvarsløs by. Om den nogen sinde har været befæstet, vides ikke; ifølge Christian IV’s forordning af 1628 skulle den omgives af volde og grave; på Resens Atlas ses ikke spor af befæstninger. Som Fyns andre byer havde den lidt stærkt ved Svenskekrigen.

### Under enevælden
I 1672 havde Middelfart 756 indbyggere. I det 18. århundrede gik det endnu mere tilbage for byen, hvortil store ildebrande og farsot bidrog; 1746 afbrændte en del af byen (25 huse i Søndergade), 1761 hærgedes den af blodgang (1769: 735 Indb.), og 2. juni 1791 brændte 14 gårde og huse.
Byen har haft en latinskole, som havde lokale i Brogade i en Bygning, som senere er bleven anvendt til pakhus. Skolen har vistnok været til før Reformationen, da der allerede i 1507 nævnes skolarer; den blev ophævet 1740.
Byen har haft et marsvinsfangerlav, hvis lov eller skrå er fra 1593, men som menes at være langt ældre (1541 bilagdes en strid mellem Middelfart og Gamborg bymænd om marsvinsfangsten). Det drev jagten i Gamborg Fjord, i hvilken dyrene joges ind. Endnu i 2. halvdel af 1800-tallet kunne fangsten årlig være 7—800 stykker, men undertiden var den langt større, således i vinteren 1854—55, da der blev fanget 1742 stykker. I slutningen af 1800-tallet ophørte fangsten helt, og lavet blev opløst.
I krigene mod tyskerne i 1848 og 1864 var Middelfart en bastion i forsvaret af Fyn der blev udsat for et bombardement fra Jyllandssiden af tyske kanoner.
Havnen var i det 18. århundrede meget dårlig og usikker, idet den nemlig kun bestod af en skibsbro, der var ubrugelig i hårdt vejr, og byens fartøjer måtte om vinteren søge ind under Fænø. En ny havn blev anlagt 1834—36.

### Den tidlige industrialisering
Middelfarts befolkning var stigende i slutningen af 1800-tallet og i begyndelsen af 1900-tallet: 1.633 i 1850, 1.840 i 1855, 2.123 i 1860, 2.336 i 1870, 2.345 i 1880, 3.078 i 1890, 4.469 i 1901, 5.162 i 1906 og 5.716 i 1911.
Frem til 1860’erne er færgedriften hovednerven for byens liv. Fiskeri, blandt andet efter marsvin, er dog også vigtige erhverv. Byen kom først rigtigt i vækst igen efter at sindssygehospitalet stod færdigt i 1888, og med den begyndende industrialisering.
Af fabrikker og industrielle anlæg fandtes ved århundredeskiftet: 1 jernstøberi og maskinfabrik (der beskæftigede omtrent 100 arbejdere), 2 tobaksfabrikker, 2 brændevinsbrænderier, 1 farveri og "Nordiske Kabel- og Traadfabrikker“ (et i 1898 oprettet aktieselskab, Aktiekapital 750.000 Kr.).
I Middelfart blev afholdt 7 markeder: 1 i februar, 2 i marts, 1 i april, 1 i juli og 1 i september, alle med heste og kvæg, 1 i november med kvæg og får. Der var torvedag på byens torv hver tirsdag og fredag, 1. tirsdag i hver måned med levende kreaturer.
Befolkningens sammensætning efter næringsvej var i 1890: 302 levede af immateriel virksomhed, 921 af håndværk og industri, 445 af handel og omsætning, 187 af søfart, 122 af fiskeri, 74 af jordbrug, 40 af gartneri, 556 af forskellig daglejervirksomhed, 65 af deres midler, 17 nød almisse, og 349 var patienter på sindssygeanstalten. Ifølge en opgørelse i 1906 var indbyggertallet 5.162, heraf ernærede 372 sig ved immateriel virksomhed, 152 ved landbrug, skovbrug og mejeridrift, 104 ved fiskeri, 2.491 ved håndværk og industri, 594 ved handel med mere, 378 ved samfærdsel, 174 var aftægtsfolk, 853 levede af offentlig understøttelse og 44 af anden eller uangiven virksomhed.

#### Aviser
I Middelfart blev udgivet tre aviser: Middelfart Avis, Middelfart Dagblad og Middelfart Venstreblad, hvor sidstnævnte blev trykt i Svendborg.

### Mellemkrigstiden
Gennem mellemkrigstiden var Middelfarts indbyggertal svagt stigende: i 1916 6.079, i 1921 6.870, i 1925 7.073, i 1930 7.480, i 1935 8.219, i 1940 7.841 indbyggere. Samtidig voksede to forstæder frem, Nytofte i Kavslunde Sogn og Staurby Strand i Vejlby Sogn.
| År                       | 1916  | 1921  | 1925  | 1930  | 1935  | 1940  |
| ------------------------ | ----- | ----- | ----- | ----- | ----- | ----- |
| Middelfart købstad       | 6.079 | 6.870 | 7.073 | 7.480 | 8.219 | 7.841 |
| Nytofte                  | -     | -     | 211   | 195   | 211   | 432   |
| Stavrby Strand           | -     | -     | -     | -     | 159   | 278   |
| Middelfart med forstæder | 6.079 | 6.870 | 7.284 | 7.675 | 8.589 | 8.551 |

Ved folketællingen i 1930 havde Middelfart 7.480 indbyggere, heraf ernærede 623 sig ved immateriel virksomhed, 3.416 ved håndværk og industri, 696 ved handel mm, 588 ved samfærdsel, 325 ved landbrug, skovbrug og fiskeri, 437 ved husgerning, 1.302 var ude af erhverv og 93 havde ikke oplyst indkomstkilde.
| Næringsveje              | Landbrug m.v. | Håndværk, industri | Handel og omsætning | Transport | Immateriel virksomhed | Hus- gerning | Ude af erhverv | Uangivet | I alt |
| ------------------------ | ------------- | ------------------ | ------------------- | --------- | --------------------- | ------------ | -------------- | -------- | ----- |
| Middelfart købstad       | 325           | 3.416              | 696                 | 588       | 623                   | 437          | 1.302          | 93       | 7.480 |
| Nytofte                  | 40            | 80                 | 5                   | 33        | 6                     | 6            | 22             | 3        | 195   |
| Middelfart med forstæder | 365           | 3.496              | 701                 | 621       | 629                   | 443          | 1.324          | 96       | 7.675 |

Fra 1925 til 1935 blev der bygget en fast forbindelse mellem Fyn og Jylland. Det var ingen let sag, idet havbundsforholdene ud for Middelfart og Snoghøj ikke var de letteste at opføre så stort et bygningsværk på, men i 1935 stod Lillebæltsbroen færdig. Med den faste forbindelse mistede færgebyen Strib sin betydning, og den største udvikling kom nu til at foregå i Middelfart i det 20. århundrede. Byen lå ved den centrale Hovedvej 1 mellem Øst- og Vestdanmark, og stationen blev et stop på en jernbaneforbindelse, mange tusinde danskere benyttede årligt. Endnu en lillebæltsbro kom til i 1970, og selv om biltrafikken nu førtes uden om Middelfart, holdt den gamle købstad fast i sin udvikling. I dag er Middelfart først og fremmest et vigtigt turiststed, som besøges af mange lystsejlere der, passerer gennem Lillebælt.

### Efterkrigstiden
Efter 2. verdenskrig fortsatte Middelfart sin befolkningsudvikling. I 1945 boede der 8.089 indbyggere i købstaden, i 1950 8.711 indbyggere, i 1955 8.883 indbyggere, i 1960 8.801 indbyggere og i 1965 9.057 indbyggere. Af stor betydning for købstadens befolkningsudvikling var det, at forstaden Stavrby Strand voksede sammen med havnebyen Strib i 1955.
| År                       | 1945    | 1950    | 1955   | 1960   | 1965   |
| ------------------------ | ------- | ------- | ------ | ------ | ------ |
| Middelfart købstad       | 8.089   | 8.711   | 8.883  | 8.801  | 9.057  |
| Nytofte                  | 492     | 461     | 548    | 578    | 920    |
| Stavrby Strand           | 283     | 314     | -      | -      | -      |
| Strib mm                 | (1.359) | (1.570) | 2.000  | 2.332  | 2.466  |
| Middelfart med forstæder | 8.864   | 9.486   | 11.431 | 11.711 | 12.443 |

## Natur og miljø
25. april underskrev Middelfart Kommune som den første kommune på Fyn og i Trekantsområdet en aftale med Danmarks Naturfredningsforening om at komme med på holdet af særlige klimakommuner i Danmark. Middelfart Kommune har forpligtet sig til at nedsætte CO2-udledningen i kommunen. I 2009 forpligtede kommunen sig til at reducere CO2-udledningen med 7 % om året frem til udgangen af 2019.

## Politik
Middelfart Kommune har politisk i mange år været en socialdemokratisk ledet kommune. Men alligevel har byen også i et århundrede været en radikal højborg, idet Middelfartkredsen siden Det Radikale Venstres grundlæggelse i 1905 indtil valget i 2015 uafbrudt har været repræsenteret i ￼￼Folketinget￼￼.￼￼. Lokalpolitisk var de radikale repræsenteret gennem mere end 40 år af Birgit Jensen, bl.a. 16 år som viceborgmester. Byens sidst overlevende avis var radikal, Middelfart Venstreblad, som i 1975 blev fusioneret med Fyens Stiftstidende, der politisk var tilknyttet partiet Venstre.

## Uddannelse
Byens gymnasium og HF-kursus, Middelfart Gymnasium og HF-kursus, har ca. 450 elever. Derudover har Middelfart en masse folkeskoler, såsom Lillebæltskolen, Østre skole, Vestre skole, Hyllehøjskolen og andre.

## Kultur
Middelfart rummer forskellige kulturtilbud. Blandt andet fik byen i august 2005 et nyt kulturhus, Kulturøen. Det nye sted blev anlagt langs Middelfarts havnefront på en kunstig ø i Lillebælt. Det består af bibliotek, turistinformation, restaurant, biograf og plads til foredrag og koncerter. Fra huset er det muligt at betragte de to lillebæltsbroer fra hvert sit panoramavindue. Kulturøen ligger ved siden af Herman Jensens anlæg, der er opført til minde om Middelfarts mangeårige borgmester. I forbindelse med kulturøen blev den privatejede Tel-Ka Marina, nu kaldet Nyhavn1, også anlagt.
Derudover har Middelfart to statsanerkendte museer. Middelfart Museum har det kulturhistoriske ansvar for Middelfart Kommune og fortæller om byens og egnens historie fra 1500 til i dag og om psykiatrihistorie på det tidligere psykiatriske hospital i Teglgårdsparken. Clay Keramikmuseum Danmark er museum for keramisk kunst, kunsthåndværk og design og har bl.a. store samlinger fra Royal Copenhagen.
I 2015 blev Bridgewalking åbnet på Lillebæltsbroen, hvor det som en unik attraktion blandt europæiske broer er muligt under vejledning at foretage en vandring på toppen at broens jernkonstruktioner 20 meter over vejbanen og dermed i alt 60 meter over havoverfladen.
Byen rummer en stor mængde værtshuse, byens størrelse taget i betragtning, hvoraf Guldkronen på Torvet er byens ældste. Den har navn efter den forgyldte sølvkrone man under renovering i 1933. Derudover findes flere restauranter og cafeer.
Byen er kendt[kilde mangler] for sin golfklub, Golfklubben Lillebælt, som er placeret ned til Fænøsund.
Hvert år den anden lørdag i juni afholdes der Rock under Broen på den store grønne plads under Den Nye Lillebæltsbro. Der kommer omkring 20.000 gæster, hvilket gør det til Danmarks største endagsfestival.[kilde mangler]
Naturparken Hindsgavl Dyrehave har en stor bestand af kron- og dåvildt.

## Venskabsbyer
- Korsholm
- Mandal
- Habo
- Oskarshamn
- Barmstedt

## Kendte personer
- Carina Christensen (tidligere kulturminister), født i Middelfart og bor der stadig.
- Christian Eriksen (fodboldspiller), født i Middelfart, og startede sin fodboldkarriere dér.
- Rasmus Falk (fodboldspiller), født i Middelfart og spillede i Odense Boldklub.
- Katrine Veje (fodboldspiller), født i Middelfart og spillede på det danske kvindelandshold
- Geolo Geo (dansk rapper), født og opvokset i Middelfart.
- Hans Otto Bogh Bisgaard radio- og tv-vært
- Vilhelm Nellemose, dansk kaptajn, generalsekretær for International Council for the Exploration of the Sea og modstandsmand.
- Lonnie Devantier (vinder af dansk Melodi Grand Prix 1990)
- Mads Jensen Medelfar, rektor i Svendborg, teolog og kongelig konfessionarius for Christian 4. samt biskop over Lunds stift.

## Galleri
- Gadebillede fra Middelfart
 Foto fra ca. 1958
- Kulturøen i Middelfart